# (2810) Léon Tolstoï
Pour les articles homonymes, voir Léon Tolstoï (homonymie).
(2810) Léon Tolstoï, de désignation internationale (2810) Lev Tolstoj, est un astéroïde de la ceinture principale.

## Description
(2810) Léon Tolstoï est un astéroïde de la ceinture principale. Il fut découvert le 13 septembre 1978 à Naoutchnyï par Nikolaï Tchernykh. Il porte le nom de l'écrivain russe Léon Tolstoï. Il présente une orbite caractérisée par un demi-grand axe de 2,61 UA, une excentricité de 0,15 et une inclinaison de 12,7° par rapport à l'écliptique.

## Compléments